# 森田玲
森田 玲（もりた あきら、1976年2月3日 - ）は、大阪府泉北郡忠岡町出身の篠笛奏者。
大阪府立岸和田高等学校卒業。京都大学農学部中退。後、再入学を果たし2012年に卒業。京都大学大学院農学研究科に進学。篠笛の演奏・指導・製作・調査研究を行う株式会社「篠笛文化研究社」＜旧「民の謡」（たみのうた）＞代表取締役。篠笛民俗文化研究会会長。生き物文化誌学会、社叢学会。平成24年・第67回文化庁芸術祭大衆芸能部門・新人賞受賞。平成26年度・京都市芸術文化特別奨励者・認定。平成25年「玲月流（れいげつりゅう）－篠笛」を立ち上げる。

## 主な活動履歴

### 演奏
- 「四代目・旭堂南陵襲名披露公演」国立文楽劇場（大阪府） - 2007年
- 「十三夜お月見演奏会」元東伏見宮家別邸・吉田山荘（京都市） - 2009年
- 「文化庁芸術祭参加公演・五彩（ごしき）乃笛」岸和田市立浪切ホール（大阪府） - 2009年
- 「厳島神社奉納演奏」厳島神社（京都市・京都御苑内） - 2010年
- 「雲龍院奉納演奏」御寺泉涌寺別格本山雲龍院（京都市） - 2010年
- 「大阪文化祭参加公演 篠笛・和太鼓・能楽による天岩戸のカミあそび」山本能楽堂（大阪市） - 2011年
- 「第１回・旭堂南陵独演会」（文化庁芸術祭大衆芸能部門・大賞受賞公演）国立文楽劇場（大阪市） - 2011年
- 「森は海の恋人・畠山重篤・国連フォレストヒーローズ授賞記念祝賀会」ひこばえの森交流センター（一関市室根） - 2012年
- 「祇園祭・岩戸山・奉納吹舞（舞：林宗一郎 笛：森田玲）」岩戸山町（京都市） - 2012年
- 「文化庁芸術祭受賞公演・古事記編纂千三百年 天岩戸のカミあそび（森田玲・林宗一郎・茂山逸平）」京都府立文化芸術会館（京都市） - 2012年
- 「岸和田市市制90周年記念式典」岸和田市立浪切ホール（大阪府） - 2012年
- 「横笛を楽しむ〜篠楽会（ささらのかい）〜」有斐斎・弘道館（京都市） - 2014年
- 「東京国立博物館 特別展＜鳥獣戯画－京都 高山寺の至宝－＞開催記念 茶の湯ライブ」（太田達・森田玲・濱崎加奈子）日本橋タカシマヤ（東京都） - 2015年
- 「第三回文化講演会・芸能フォーラム」NPO法人・檜の会（林宗一郎・森田玲・南部香織）高台寺（京都市） - 2016年

### 講演
- 「摂河泉の祭囃子」（特別展「大阪の祭り」）大阪歴史博物館、協力：大阪府神社庁 - 2009年
- 「摂河泉の神賑」岸和田市青年団協議会、大阪ミュージアム構想 - 2008~2013年
- 「岸和田フォーラム だんじり彫刻から紐解く大坂之陣」岸和田市観光振興協会、大坂の陣400年天下一祭 - 2014年
- 「祭は誰のものか？－イベント化する神賑（かみにぎわい）行事」（現代民俗学会2016年度年次大会シンポジウム）東京大学東洋文化研究所（東京都） - 2016年
- 「日本の祭と神賑」（第6回「日本の祭シンポジウム」）至学館 伊達コミュニケーション研究所 - 2018年
- 「篠笛を知る〜祭が育む日本の音〜」（伝統芸能文化創生プロジェクト講座シリーズ♯4）伝統芸能アーカイブ＆リサーチオフィス（京都芸術センター） - 2018年
- 「旧暦で読み解く秋の十五夜―送り火・お月見・放生会」〈御寺泉涌寺を護る会ー秋篠宮皇嗣殿下・皇嗣妃殿下紀子様ご臨席〉（泉涌寺）- 2023年

### 著作
- 『練習用篠笛譜 其の壱』（民の謡、2002年）
- 『練習用篠笛譜 其の弐』（民の謡、2004年）
- 『岸和田だんじり祭 地車名所独案内』（古磨屋、2006年）
- 『篠笛事始め』（民の謡、2007年）
- 『岸和田祭音百景 平成地車見聞録』（民の謡、2007年）
- 『摂河泉の神賑』（岸和田市青年団協議会、 2008~2011年）
- 「伊勢大神楽の音曲構成(1)」『たいころじい』第32巻（財団法人浅野太鼓文化研究所、2008年）
- 「岸和田だんじり祭〜祭囃子はリハビリ中〜」『日本民俗音楽学会会報』（日本民俗音楽学会、2008年）
- 「渾身の民俗芸能アーカイブス・よみがえる神賑〜未来への道標〜」『館報 池田文庫』（財団法人阪急学園池田文庫、2009年）
- 「泉州岸和田だんじり祭」（LP増補改訂版CD解説書、コロムビア、2009年）
- 「竹の響きと神賑（二）〜伊勢大神楽における活用事例(1)〜」『竹』第110号（竹文化振興協会、2010年）
- 「伊勢大神楽の神楽囃子研究〜音曲構成の特徴と他分野諸芸能との関連性〜」『民俗音楽研究』第36号（日本民俗音楽学会、2011年）
- 『大阪検定公式テキスト 大阪の教科書 改訂増補版』共著（創元社、 2012年）
- 『日本の祭と神賑 ― 京都・摂河泉の祭具から読み解く祈りのかたち』（創元社、2015年）
- 『日本の音 篠笛事始め』（篠笛文化研究社、2017年）
- 『図説だんじり彫刻の魅力－岸和田と淡路で育まれた心と技』共著（だんじり彫刻研究会、2019年）
- 「コロナで自粛 今年の祭 来年への斎籠と捉えよう」（産経新聞、2020年6月29日）
- 『続 図説だんじり彫刻の魅力－岸和田と淡路で育まれた心と技』共著（だんじり彫刻研究会、2021年）
- 『日本だんじり文化論－摂河泉・瀬戸内の祭で育まれた神賑の民俗誌』（創元社、2021年）

### CD
- 『日本の音 篠笛』（篠笛文化研究社、2018年）
- 『天地乃笛-アメツチノフエ-』（篠笛文化研究社、2018年）

### 連載
- 「探求・日本の神賑 」（産経新聞、2009年6月 - 2009年11月）
- 「篠笛事始め」『たいころじい』（浅野太鼓文化研究所）
- 「神事と神賑 祭りは誰のもの」『ソフィア京都新聞文化会議』第510回（京都新聞、2016年7月8日）

### 作曲
- カミあそび
- 月
- 月に霞
- 月に桜
- 螢の舞
- 秋の音（ね）
- 紅の雪
- 華舞扇
- 序の笛
- 玉串奉奠の笛（岸城神社氏子各町地車清祓式）
- 篠楽（ささら）
- 産土神（うぶすな）

### 監修
- 日本十二律調音篠笛「京師－みやこ－」古典調／邦楽調（唄用） 笛師：森田香織

## 受賞歴
- 第67回文化庁芸術祭大衆芸能部門新人賞
- 平成26年度 京都市芸術文化特別奨励者
- 第7回なにわ大賞特別賞